# Липова Ганна Данилівна
Ганна Данилівна Липова (псевдо:«Тамара»; 1918, смт. Нові Стрілища, Жидачівський район, Львівська область — 10 березня 1946, с. Дички, Рогатинський район, Івано-Франківська область) — українська повстанка, діячка ОУН та УПА. Лицарка Срібного хреста заслуги УПА та Бронзового хреста бойової заслуги УПА.

## Життєпис
Активна учасниця товариств «Просвіта» та «Союз українок», організаторка дитячих садків в регіоні.  
В ОУН із 1939 р. Референтка УЧХ Рогатинського районного, а відтак Рогатинського надрайонного проводів ОУН (1944—1945), розвідниця та санітарка збройного підпілля ОУН (1946).  
Загинула, підірвавшись на гранаті разом із облавниками. Похована у с. Дички. 

## Нагороди
- Згідно з Наказом військового штабу воєнної округи 2 «Буг» ч. 21 від 5.09.1946 р. референтка УЧХ Рогатинського надрайонного проводу ОУН Ганна Липова – «Тамара» нагороджена Бронзовим хрестом бойової заслуги УПА.
- Згідно з Постановою УГВР від 25.07.1950 р. і Наказом Головного військового штабу УПА ч. 2/50 від 30.07.1950 р. референтка УЧХ Рогатинського надрайонного проводу ОУН Ганна Липова – «Тамара» нагороджена Срібним хрестом заслуги УПА.

## Пам'ять
- 20.05.2018 р. від імені Координаційної ради з вшанування пам’яті нагороджених Лицарів ОУН і УПА у м. Жидачів Львівської обл. Бронзовий хрест бойової заслуги УПА (№ 062) та Срібний хрест заслуги УПА (№ 043) передані на зберігання Галині Козяр, селищній голові Нових Стрілищ.